# Francisco Simões

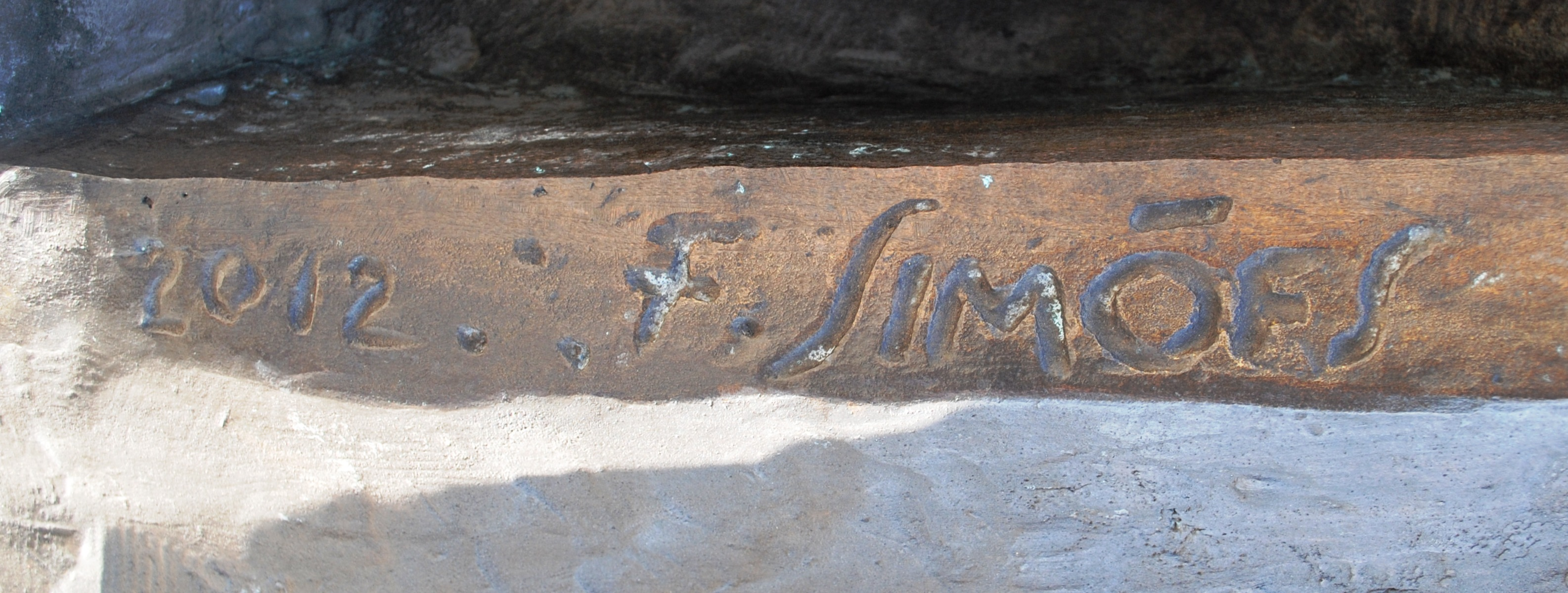
Assinatura.

Francisco Simões (Porto Brandão, Almada, 1946) é um escultor português.

## Formação
Francisco Simões concluiu, em 1965, o curso da Escola de Artes Decorativas António Arroio, para onde foi encaminhado pelo professor Calvet de Magalhães.
Foi bolseiro da OCDE em Roma, Turim, Novara, Verona e Milão em 1967.
Em 1968 trabalhou no Museu do Louvre convidado por Germain Bazin.
Em 1974 conclui o curso de Escultura da Academia de Música e Belas Artes da Madeira.

## Atividade profissional
Foi consultor do Ministério da Educação para o projeto A Cultura Começa na Escola, em 1989 e membro do grupo de trabalho criado pelo mesmo ministério para a Humanização e Valorização Estética dos Espaços Educativos.
Foi colaborador do Jornal de Letras, Artes e Ideias em 1990.

## Homenagens
O seu nome foi atribuído, em 1996, à Escola Secundária do Laranjeiro, hoje Escola Secundária Francisco Simões.

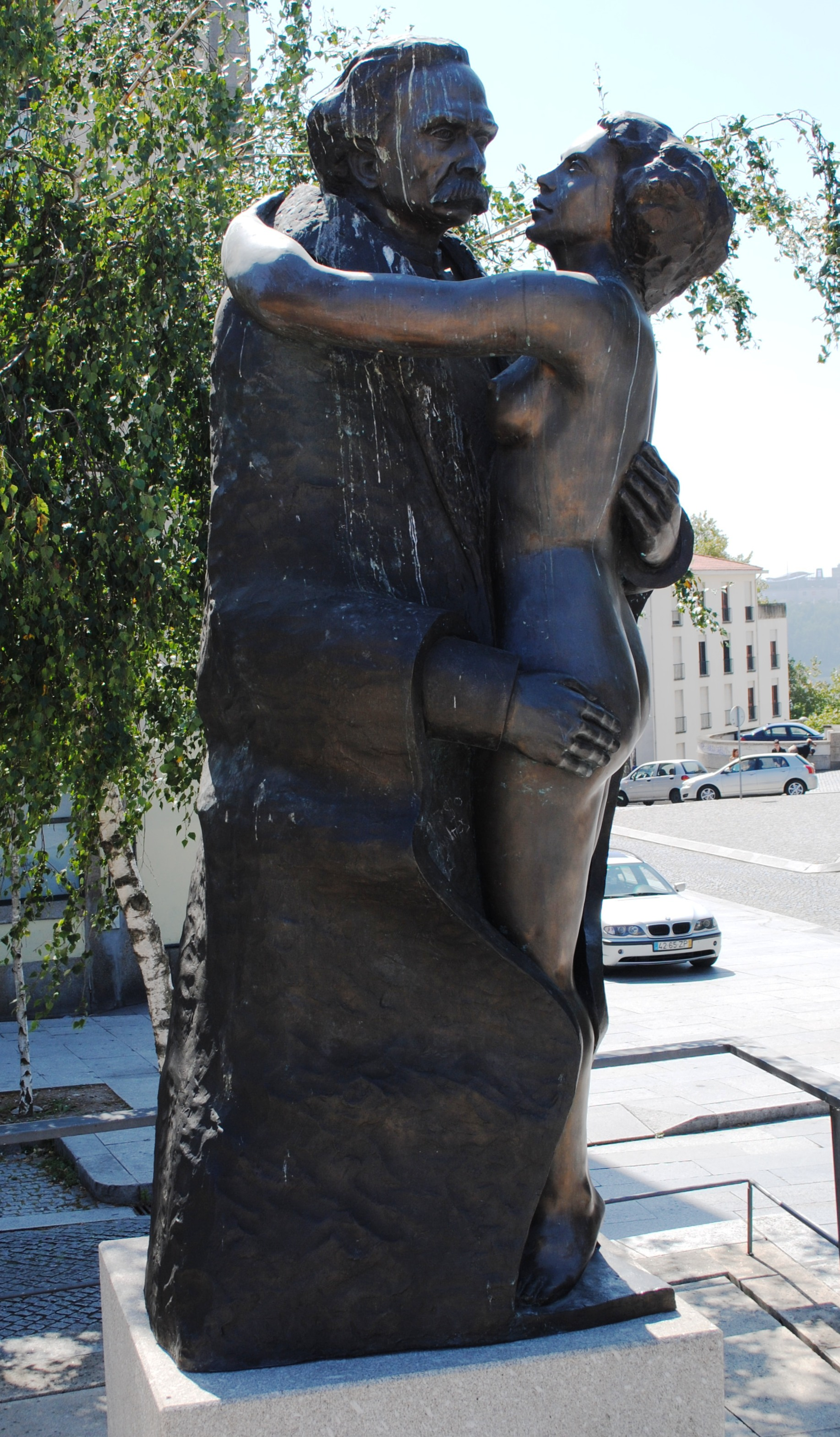
Amores de Camilo, 2012.

## Algumas obras

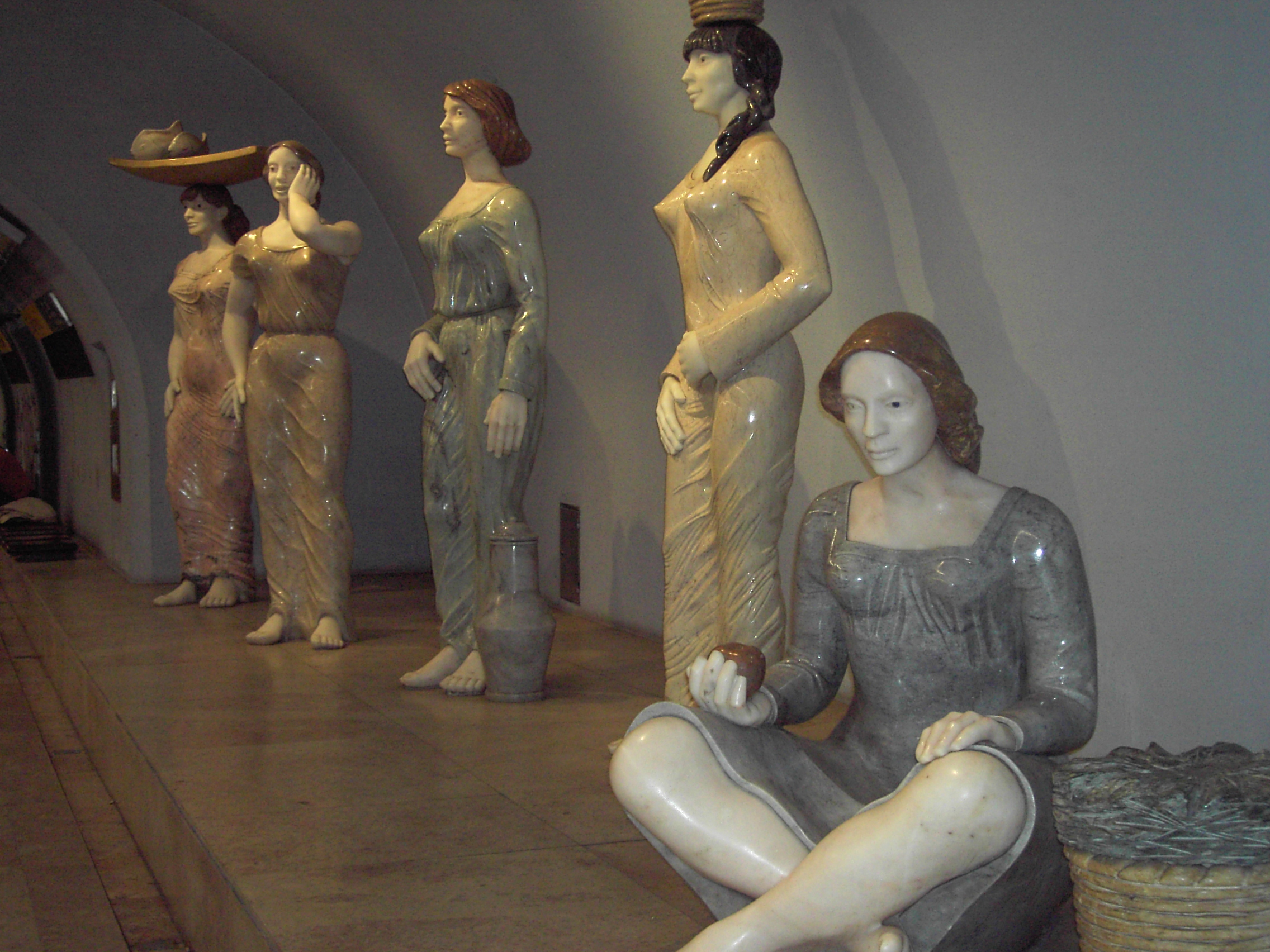
Mulheres de Lisboa

- Grupo de dez esculturas e painéis em mármore «Mulheres de Lisboa», na estação do Metropolitano de Lisboa do Campo Pequeno (1994)[6]
- Busto de Vieira da Silva, na estação de Metropolitano de Lisboa do Rato (2002)
- Busto de Arpad Szenes, na estação do Metropolitano de Lisboa do Rato (2002)[1][2][3]
- Parque dos Poetas, primeira fase, em Oeiras (2003)
- Parque dos Poetas, 2.ª fase - A Ilha dos Amores (2013)